# 하울의 움직이는 성
하울의 움직이는 성(영어: Howl's Moving Castle)은 다이애나 윈 존스의 판타지 소설로, 1986년 발간되었다. 영화로도 상영되고 있는 작품이다.